# 鹽埕沙仔地威靈宮
鹽埕沙仔地威靈宮，是臺灣高雄市鹽埕區的廟宇，主奉閩南醫神保生大帝（大道公）。

## 歷史沿革
日治時期，旅居高雄的澎湖人，群聚鹽埕沙仔地，搭蓋簡陋木屋棲身，因大量澎湖鄉親聚居，所以又稱澎湖社。
日治大正三年（公元1914年；民國三年），一位旅居高雄的澎湖籍歐姓居民返回馬公井垵雞母塢（今馬公市五德里）威靈宮分靈保生大帝神尊到高雄，最初將保生大帝神尊奉祀於自宅，到昭和15年（民國二十九年）集資於現址建廟奉祀。

## 祀神
保生大帝、玄天上帝、溫府王爺、文衡聖帝、中壇元帥、虎爺、註生娘娘、福德正神